# A 7100

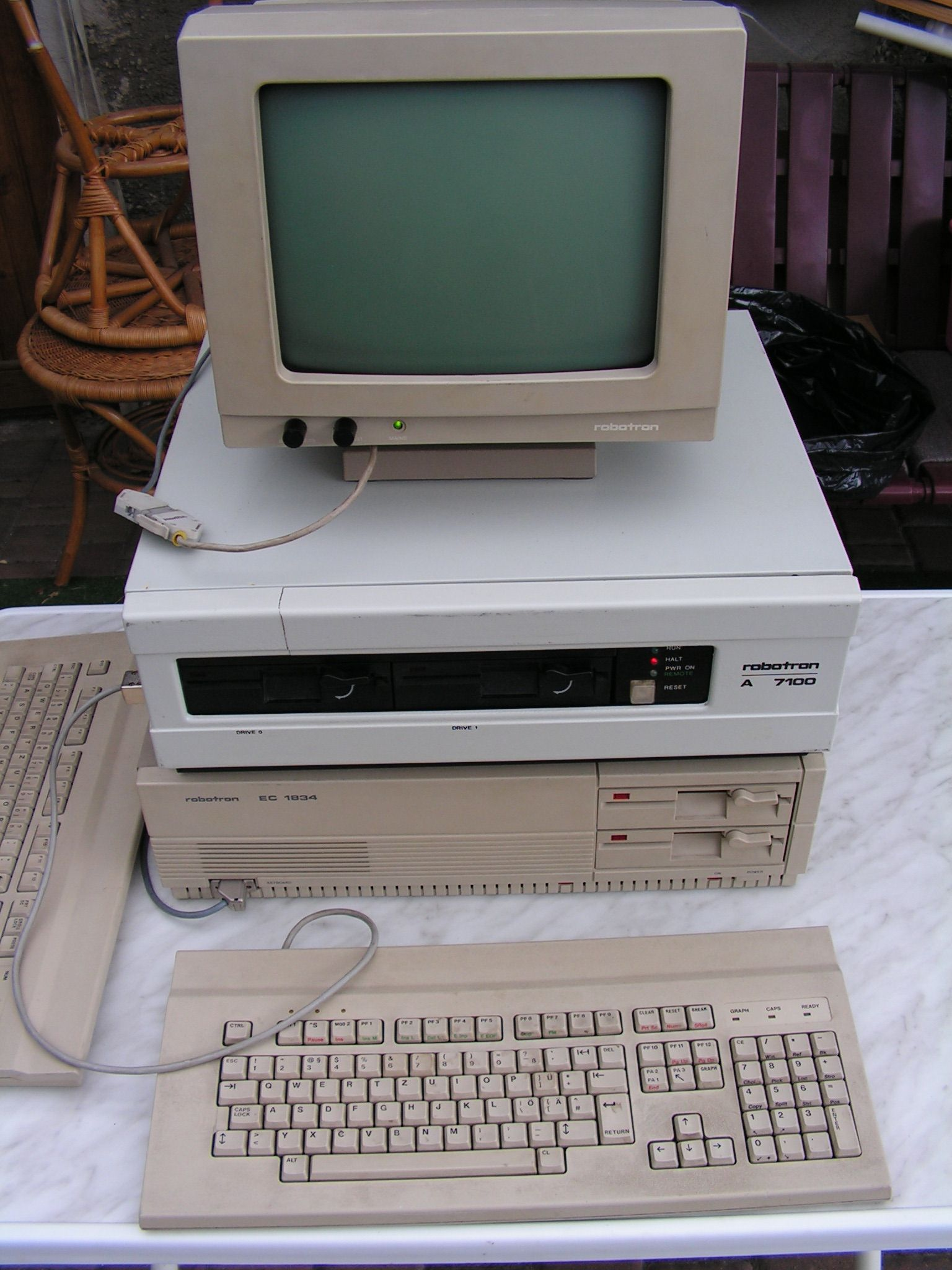
robotron A 7100 (oben) und robotron EC 1834 (unten) an Bildschirm robotron K 7229.21

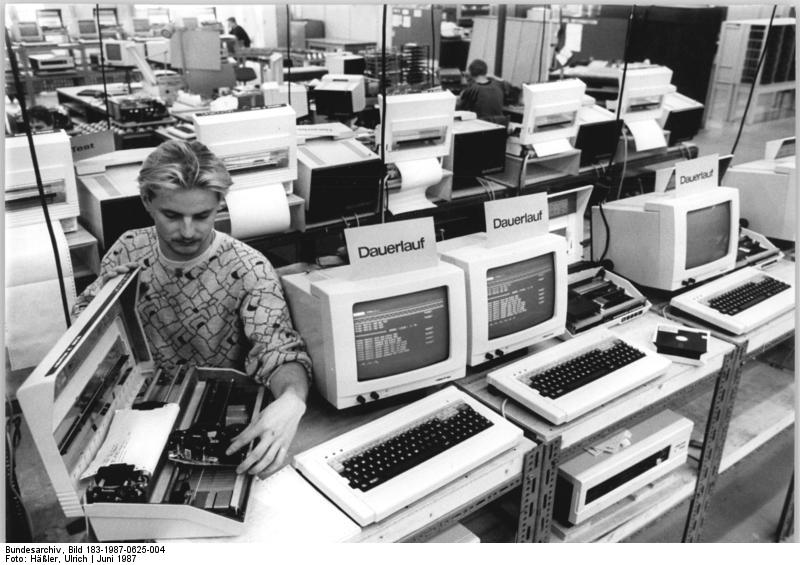
A 7100-Rechner bei der Endkontrolle im VEB Robotron Elektronik Dresden

Der A 7100 war der erste in Serie gefertigte 16-Bit-Personal Computer der DDR. Er wurde 1985 vorgestellt und verwendete einen Hauptprozessor vom Typ K1810WM86. Bei diesem handelte es sich um einen exakten Nachbau des Intel 8086. Trotzdem war der A 7100 nur eingeschränkt PC-kompatibel. Das Gerät wurde ab 1986 vom VEB Robotron hergestellt. Als Nachfolgemodell wurde 1988 der A 7150 vorgestellt.
Für diesen Rechner gab es eine Grafikoption, die jedoch mit einem langsamen U-880-Grafikprozessor arbeitete und GKS (vgl. PHIGS) implementierte.

## Aufbau
Das Rechnergrundgerät ist 174 mm hoch, 486 mm breit und 451 mm tief. Es wiegt circa 22 kg und verfügt über eine RESET-Taste sowie optische Anzeigen zum Status der Stromversorgung und des Lüfters. Es kann akustische Signale erzeugen. Als Massenspeicher können im Desktop-Gehäuse maximal zwei 5¼″-Diskettenlaufwerke der Typen K5600.20 (einseitig, 80 Spuren einseitig) oder K5601 (doppelseitig, 80 Spuren zweiseitig) verbaut werden. Beide Laufwerksmodelle verwenden das Aufzeichnungsverfahren Modified Frequency Modulation und eine Spurdichte von 96 Spuren pro Zoll. Sie erreichen eine unformatierte Speicherkapazität von 0,5 MB respektive 1 MB pro Diskette. Als externe Tastatur waren vom Hersteller die Modelle K7672.01 und K7672.03 mit jeweils 104 Tasten sowie das Modell K7637.91 mit 106 Tasten vorgesehen.
Der „Arbeitsplatzcomputer A 7100“ wurde im VEB Robotron Elektronik Dresden hergestellt, das Design verantworteten Antje Erkmann, Wilhelm Markmann, Klaus Nietzold und Gerhard Schöne. Der Computer wurde im Frühjahr 1987 anlässlich der Leipziger Messe als Gutes Design ausgezeichnet.

## PC-Kompatibilität
Im Gegensatz zum IBM-PC, bei dem die Zeichen im Bildwiederholspeicher nur als ASCII- und Farb-Code gespeichert wurden, speicherte der A7100 das Bitmuster eines jeden erzeugten Zeichens. Das verlangsamte die einfache Textausgabe sichtlich.
Das hatte aber auch Vorteile. Für das Scrollen gab es einen Soft-Modus, bei dem nicht zeilen-, sondern pixelweise gescrollt wurde. Dadurch waren Texte auch während des Scrollens gut lesbar.
Über die Umprogrammierung des Zeichengenerators ließen sich im Text-Modus Grafiken erzeugen.
Zusätzlich zum pixelorientierten Textspeicher gab es noch den grafischen Bildwiederholspeicher. Zwischen den beiden konnte von oben beginnend zeilenweise umgeschaltet werden, dass eine kombinierte Anzeige von Grafik und Text möglich war.
Die Darstellung oblag dem Controller für das grafische Subsystem, welches durch einen U880 gesteuert wurde. Dieser wurde mit einer speziell zu ladenden Firmware programmiert.
Der Grafikspeicher war nicht über den Systembus erreichbar. Alle Grafikein- und -ausgaben erfolgten über zwei Portadressen, von denen die eine die Daten aufnahm und die andere den Status beinhaltete. Über die Portkombination konnten spezielle Grafik-Kommandos übertragen und ausgeführt werden. Deren Umfang reichte vom Zeichnen von Punkten und Linien mit verschiedenen Linientypen bis zum Zeichnen von komplexen Bitmustern, Linien, Kreisen, Polygonen und deren Füllen mit vordefinierten oder definierbaren Mustern.
Ein holzverarbeitender Betrieb aus dem Bezirk Karl-Marx-Stadt entwickelte für den A7100 einen Emulator, der den KGS (Grafikcontroller) umprogrammierte und mit zeichen- und farbcodeorientierten Interrupt-Routinen versah.
Mit diesem Emulator war der A7100 in der Lage, MS-DOS zu starten. Unter MS-DOS lag dann aber der Textspeicher auf der Adresse 0x7800 anstelle von 0xB800, weshalb Programme, die hart auf den Textspeicher zugriffen, anstatt Interrupts zu benutzen, nur in speziell gepatchten Versionen lauffähig waren. (z. B. Norton Commander, Borland Turbo Pascal 4.0)
Bei laufendem Emulator war der A7100 nicht mehr in der Lage, in konventionellen Programmen Grafik auszugeben.
Das ließ sich dadurch umgehen, dass ein Programm während der Abarbeitung den KGS-Reset auslöste, die Grafik-Firmware programmierte, die Grafiken anzeigte und im Anschluss die Textfirmware wieder zurückspeicherte.

## Technische Daten
- Betriebssysteme:
  - SCP1700 (CP/M-86-Klon, Standard)
  - MUTOS1700 (Unix-Klon, selten)
  - BOS1810 (Echtzeitbetriebssystem)
  - MRT1700 (Echtzeitbetriebssystem)
  - MS-DOS (mit Emulator)
- Prozessor: K1810WM86 (sowjetischer 8086-Nachbau)
- Taktfrequenz: 4,915 MHz
- Hauptspeicher: 256 KB, je nach Ausbau bis zu 768 KB
- Laufwerke: Zwei 5¼"-Diskettenlaufwerke (bis 720 KB Kapazität)
- Grafik:
  - 80×25 Zeichen im Textmodus, monochrom
  - 640×400 Pixel im Grafikmodus bei der Grafik-Variante